# Mysella anomala
Mysella anomala is een tweekleppigensoort uit de familie van de Montacutidae. De wetenschappelijke naam van de soort is voor het eerst geldig gepubliceerd in 1877 door Angas.